# زوراب خومسوريدزه
زوراب خومسوريدزه (مواليد 22 مارس 1980) هو سبّاح جورجي، مثّل بلاده في الألعاب الأولمبية الصيفية 2004.

## روابط خارجية
زوراب خومسوريدزه على موقع الاتحاد الدولي للسباحة (الإنجليزية)
- زوراب خومسوريدزه على موقع SwimRankings.net (الإنجليزية)
- زوراب خومسوريدزه على موقع أوليمبيديا (الإنجليزية)